# Martinska Ves
Martinska Ves je općina u Hrvatskoj.

## Zemljopis
Općina Martinska Ves nalazi se uzvodno, sjeverno, od Siska, u tkz. sisačkoj gornjoj Posavini. S istoka je omeđuje rijeka Lonja i bivša rijeka Črnec, (poznato Črnec polje), a sa zapada rijeka Odra. Graniči s općinama Sisak, Ivanić-Grad, Orle, Lekenik, Velika Ludina. Površine je 124,87 kvadratnih kilometara. 
Općina obuhvaća naselja: Desni Dubrovčak, Desno Trebarjevo, Desno Željezno, Jezero Posavsko, Lijeva Luka, Lijevo Trebarjevo, Lijevo Željezno, Ljubljanica, Mahovo, Martinska Ves (Lijeva i Desna), Setuš, Strelečko, Strelečko Naselje, Tišina Erdedska, Tišina Kaptolska i Žirčica.
Središnja župa je sv. Martina u Martinskoj Vesi i prostire se na većem području općine. Ostale župe koje se dijelom rasprostiru u općini su: sv. Kvirina iz sisačkog naselja Zeleni Brijeg (Tišina Kaptolska i Žirčica); sv.Josipa Radnika, Galdovo (Tišina Erdedska); sv. Maksimilijan, Posavski Bregi (Desni Dubrovčak i Jezero Posavsko).

## Stanovništvo
Općina ima 4.026 stanovnika. Najveće naselje u općini po DZS-u je Strelečko s 511 stanovnika. Sjedište općine, Desna Martinska Ves ima 381 stanovnika. U međuvremenu je napravljen novi ustroj općine, tako da se Strelečko dijeli na dva dijela (gore navedeno), a obje obale Martinske Vesi se spajaju u jedno naselje, i postaju najveće naselje, s time da je Lijeva Martinska Ves ipak po popisu, kao jedinica, najveće naselje s 419 stanovnika.
| broj stanovnika | 5566  | 6112  | 6153  | 6712  | 6977  | 7255  | 6903  | 6893  | 6558  | 6513  | 6374  | 5918  | 5207  | 4643  | 4026  | 3488  | 2861  |
|                 | 1857. | 1869. | 1880. | 1890. | 1900. | 1910. | 1921. | 1931. | 1948. | 1953. | 1961. | 1971. | 1981. | 1991. | 2001. | 2011. | 2021. |

## Povijest
Naselje Martinska Ves ubraja se medu najstarija mjesta sisačke Gornje Posavine. Pretpostavlja se da je prvo naselje osnovano na lijevoj strani Save, a potom na desnoj što bi značilo da je Lijeva Martinska Ves starija od Desne. Ovo područje pripadalo je Moslavini koju je Bela III. darovao jednoj obitelji kao nagradu za sudjelovanje u ratu. Iz te obitelji na prijelazu iz 12. u 13. stoljeće poznat je knez Makarije. Vlastelinstvo Moslavinu zajedno s Gornjom Posavinom u 14. stoljeću preuzima obitelj Čupor u čijem posjedu je do kraja 15. stoljeća. 
Najpoznatiji član ove obitelji bio je Pavao Čupor Moslavački koji je obnašao dužnost župana križevačke i zagrebačke županije, a 1412. godine postaje i ban. Godine 1334. kao dio moslavačkog vlastelinstva spominje se crkva sv. Martina što ukazuje na postojanje Desne Martinske Vesi. Kada nestaje obitelji Čupor kralj Vladislav dodjeljuje posjed 1493. godine nadbiskupu Tomi Bakaču Erdodyju. Iz ove obitelji najpoznatije ime je Toma Bakač Erdody koji je u dva navrata obnašao dužnost hrvatskog bana u razdoblju od 1584. do 1614. godine. Posebno se isticao u borbama protiv Turaka koje je u tri navrata uspio poraziti kod Slunja, Ivanića i Siska. 
Život kmetova pod obitelji Erdődy bio je težak tako da su često podizali pobune koje su tragično završavale poput one iz 1659. gdje podaci govore o 180 poginulih kmetova. Martinska Ves ima u to vrijeme 54 kućanstava koja se uz poljoprivredu bave stočarstvom, lovom i ribolovom. U 18. stoljeću posjed je još u vlasti Erdődyjevih, a kmetovi žive još teže jer su povećana naturalna i novčana davanja. U razdoblju od 1740. do 1752. postojala je škola. Početak 19. stoljeća dovodi Posavce pod vlast Francuza koji ukidaju staleške povlastice plemstva i svećenstva i po prvi put uvode građanski brak. Kada ban Josip Jelačić 1848. godine ukida kmetstvo seljaci po prvi put postaju vlasnici zemlje. U Martinskoj Vesi Desnoj ponovno je osnovana škola 1852. godine, ali s radom počinje tek 1855. jer nije bilo školske zgrade, koja je izgrađena 1856. godine. Prema popisu stanovništva iz 1857. Desna Martinska Ves ima 416 stanovnika.
Teritorijalnim preustrojem iz 1869. godine Martinska Ves postaje općina u okviru Sisačkog kotara. U godini 1880. Desna Martinska Ves ima 498 stanovnika i 91 kuću. Novim ustrojem općina Martinska Ves ima 10 sela na površini od 79 km2 s 4240 stanovnika. Krajem 19. stoljeća Gornji Posavci bave se poljoprivredom, svinjogojstvom i konjogojstvom, uzgajajući autohtonu pasminu nazvanu hrvatski posavac. Početak 20. stoljeća obilježen je pojavom Antuna i Stjepana Radića iz Desnog Trebarjeva koji će svojim radom obilježiti prvih nekoliko desetljeća hrvatske povijesti. U Desnoj Martinskoj Vesi 1909. osnovano je vatrogasno društvo, seljačka zadruga, a u Setušu čitaonica 1920. Otvaraju se nove škole, osnivaju vatrogasne i folklorne grupe. Posebno je aktivno društvo "Hrvatski sokol" u Desnoj Martinskoj Vesi. Između dva rata značajnu ulogu odigrala je Hrvatska seljačka zaštita, a na kulturnom planu "Seljačka sloga". Drugi svjetski rat zaustavlja normalan, svakidašnji život Posavaca. Rat su platili s dosta ljudskih žrtava kao i velikim materijalnim štetama. Po završetku rata počinje mukotrpan oporavak kojeg otežava manji broj stanovnika, posebno muških, koji su stradali u ratu.
U teritorijalno-upravnom ustroju do promjene je došlo 1945. kada su osnovani mjesni narodni odbori koji postoje do 1952. kada Martinska Ves i Palanjek ponovno postaju općine, no ne zadugo jer već 1960. ukinuta je i posljednja općina Gornje Posavine, Martinska Ves.
Na području općine Martinska Ves raspostiru se četiri župe. Središnja župa je sv. Martina biskupa sa sjedištem u Martinskoj Vesi Desnoj.
Povijest župe Martinska Ves
1334. - prvi spomen župe Martinska Ves u spisima Ivana arhiđakona goričkog
. "Gospodarska simbolika Kune". 
"Mihajlo Lanović mislio je da je Slavonija imala kunu u svom grbu zato što se u njoj plaćao porez zvan marturina ili kunovina. O ovome porezu zagrebački kanonik Ivan arhiđakon gorički govori u svojim "Statuta capituli Zagrabiensis", pisanim oko 1334. g., u gl. XIV. On kaže da su seljaci sela i drugih posjeda koje je Kaptol držao (u okolici Zagreba) nazivani marturinarii stoga što su nekoć bili obvezatni gospodarima davati po jednu kuneću kožu godišnje. Te su se kože koristile za podstavu odjeće, a jedna je koža vrijedila sedamnaest dobrih banskih denara (Tkalčić: Monumenta historica episeopatus Zagrabiensis, II., 1874., str. 22) (Lanović, 1939.: 13 (90)). Marturina ili mardurina, kako se još u našim izvorima javlja, dolazi od srednjovjekovne latinske riječi koja se javlja u nekoliko oblika: martes / martha / martor / mardarius / mardolum / mardor. Ova je riječ u srednjovjekovni latinski došla iz germanskih jezika." op.a. citat, copypaste, iz poveznice.
1353. - drugi spomen u ispravi kralja Ljudevita
1501. - spomen prvog župnika po imenu Ivan
1574. i 1588. - spomen župe u Kanonskim vizitacijama Zagrebačke nadbiskupije
  Arhivirana inačica izvorne stranice od 2. svibnja 2007. (Wayback Machine)
1639. - počinju redovite vizitacije župe
1653. – 1670. - razdoblje triju seljačkih buna posavskih seljaka
1696. – 1943. - u župi djeluju kapelani
1731. - spomen današnje župe u Kanonskoj vizitaciji
1736. - sagrađena krstionica u župnoj crkvi
1740. - prvi spomen organiziranog poučavanja u Martinskoj Vesi
1740. - spominje se prvi župni orguljaš Martin Babić
1750. - sagrađena propovjedaonica u župnoj crkvi
1758. - župnik Mihaly Šilobod-Bolšić piše prvu hrvatsku računicu "Arithmetika Horvatszka"
1760. - župnik Mihaly Šilobod-Bolšić sastavlja priručnik crkvenog pjevanja, pod nazivom "Fundamentum cantus gregoriani", za potrebe Zagrebačke biskupije
1756. ili 1760. - zagrebački biskup Stjepan Puc posvetio župnu crkvu
1770. - u župnoj crkvi pokopana plemkinja Bara Petković
1789. - od župe M. Ves odvaja se Desni i Lijevi Dubrovčak u novu župu Dubrovčak, na području Otoka Ivanić
1830. - na župu dolazi vlč. Stjepan Tolvajčić, požrtvovni duhovni pastir i dobar rodoljub; uređuje zvona i orgulje, potiče izgradnju nasipa oko D. Mart. Vesi za obranu od poplava; školski nadzornik
1852. - utemeljena Opća pučka škola u Martinskoj Vesi
1856. - umire župnik Tolvajčić (grob uz crkvu)
1857. - djeluje župnik Vilim
1859. - postavljeno veliko zvono u tornju crkve; prošireno novo groblje u blizini crkve
1871. - Švelec: izdaje "Gospodarski kalendar" za poduku puka; osniva župnu knjižnicu
1871. - u Trebarjevu Desnom rođen političar Stjepan Radić
1882. - zagrebački orguljar Mijo Heferer gradi nove orgulje u župnoj crkvi
1886. - talijanski slikar Marco Antonini izrađuje dvije velike slike (a la fresco) na stropu crkve
1896. - mladomisnik Mirko Dovranić iz Lijeve Luke služi svoju prvu sv. misu u M. Vesi
1898. - nabavljen križni put za župnu crkvu
1901. – 1989. - djelovanje časnih sestara milosrdnica sv. Vinka Paulskog u župi M. Ves
1903. - župnik Dagša gradi kapelice sv. Roka u Željeznom Desnom i BDM Žalosne u Željeznom Lijevom
1909. - osnovano prvo DVD u Martinskoj Vesi Desnoj, vjerojatno na poticaj župnika Dagše, koje je pokrivalo područje cijele župe. Kasnije su se iz tog društva izdvojila samostalna seoska društva: 1928. Trebarjevo Desno; 1949. Mahovo; 1951. Martinska Ves Lijeva
1925. - u cintoru crkve podignuta kapelica Gospe Lurdske, povodom obilježavanja 1000. obljetnice Hrvatskog kraljevstva
1944. - sisački tjednik "Hrvatske novine" u nekoliko nastavaka publicira povijest župe M. Ves iz pera Karla Gruičića
1940. – 1980. - djelovanje časne sestre Kanizije Črnilec
1959., 1987. i 2002. - održane svete misije pod vodstvom isusovaca
1962. - sagrađen župni stan
1971. - prigodom 100. obljetnice rođenja Stjepana Radića po prvi put je asfaltirana cesta Sisak - Trebarjevo Desno
1973. - sagrađena kapelica Presvetog Trojstva u Setušu na inicijativu župnika Franje Talana
2002. - sagrađen most "Martinska Ves"
Sela koja pripadaju župi Martinska Ves su: Martinska Ves Desna, Martinska Ves Lijeva, Trebarjevo Desno, Trebarjevo Lijevo, Željezno Desno, Željezno Lijevo, Luka Lijeva, Mahovo, Ljubljanica i Setuš
Podatke prikupio prof. Domagoj Sremić, uredio i postavio Željko Golub

## Gospodarstvo
Općina obzirom na veličinu i mogućnosti nije dovoljno gospodarski razvijena. Od industrijsko-proizvodnih subjekata mogu se izdvojiti: dvije pilane ("Požgajec", Desno Željezno i "Juračak", Desna M. Ves); "GEC bezalkoholna pića", "Kelečić" - proizvodnja stočne hrane - oba iz Tišine Erdedske; "Detines" proizvodnja građevinskog eksploziva u prostorijama bivše Posavke u Mahovu, iz Zagreba; te poduzeće "Knez Dubrovnik" iz Dubrovnika koje djeluje u prostorima sada već bivše PZ Martinska Ves i bavi se tovom stoke za dubrovačko područje. 

## Poznate osobe
- Braća  Stjepan i Antun Radić iz Trebarjeva Desnog
- nadbiskup Juraj Posilović, porijeklom iz Dubrovčaka Desnog
- demograf Stjepan Šterc iz Desne Martinske Vesi
- Andrija Jagatić, svećenik i publicist

## Obilježja i znamenitosti
Općina Martinska Ves je izrazito poljoprivredni kraj s velikim površinama oranica (prvenstveno na lijevoj obali), na nekadašnjim površinama bivšeg poljoprivrednog kombinata "Posavka", koji je opet nastao na velikim pašnjačkim površinama tadašnjih bivših seljačkih zajednica) i pašnjačkim površinama uz rijeke Odru i Lonju. 
Dio općine, Črnec polje, postojanjem kanala Sava-Lonja-Strug, danas je vodopoplavno područje gradova Zagreba i Siska, čime je, uz izgradnju poljoprivrednih površina propale "Posavke", trajno narušena ekološko-biološka ravnoteža lijeve obale Save, i ugrožena temeljna egzistencija ljudi toga kraja.
Najznačajniji građevinski simbol Općine Martinska Ves i Martinske Posavine je Most "Martinska Ves", sagrađen 2002. godine, dužine 165 metara. Specifičnost mosta je u tome što je viseće konstrukcije, tkz. viseći most. Treći u Hrvatskoj, ali jedini prometno raspoloživ. I jedini most između velikih gradova, Siska i Zagreba. 
Hrvatski posavac je konj hrvatske autohtone pasmine s domicilom u sisačko-moslavačkoj županiji, odnosno, u sisačkoj posavini. I dijelom u Moslavini i južnom, posavskom dijelu zagrebačke županije. 
- Žila kucavica ovog područja je rijeka Sava
- Nacionalni sastav stanovništva: 99% Hrvati
- Vjerski sastav stanovništva: 99% Rimokatolici
- Dan župe i općine: 11. studenog blagdan sv. Martina

- Bogatstvo kulturnog nasljeđa su narodne nošnje od lanenog platna sa slikovitim vezom koji su i danas originalni izvori prepoznatljivosti ovog kraja.
- Posavske drvene kuće, "iže na trem" i danas dominiraju ovim krajem, a znak su originalnosti posavskog graditeljstva i graditelja, koje i Janko Matko spominje u svojim djelima, kao palire iz Posavine.

## Kultura
Najznačajnije kulturno događanje je Županijska smotra folklora "Martinski susreti", koje se održava svake godine od 1986. god. prigodom proslave rođenja braće Radić. 11. VI.
Također je vrijedno spomenuti Međunarodno vatrogasno natjecanje "KUP Posavine" koje se održava svake godine zadnjeg vikenda u mjesecu kolovozu u organizaciji DVD-a Desno Trebarjevo na kojem sudjeluju najbolje natjecateljske ekipe iz Hrvatske, Slovenije, Austrije i Njemačke.

## Vanjske poveznice
Službena stranica općine